# João Cabreira

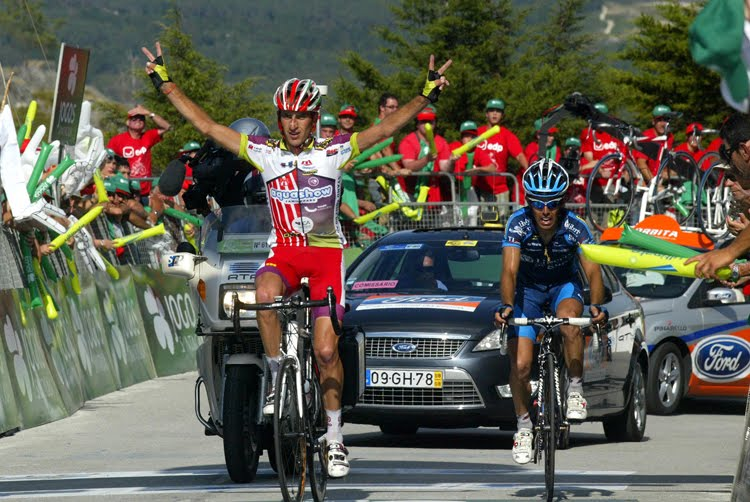
João Cabreira bei der Volta a Portugal (Etappe zum Alto da Senhora da Graça bei Mondim de Basto)

João Paulo Costa Cabreira (* 12. Mai 1982 in Aguçadoura) ist ein ehemaliger  portugiesischer Radrennfahrer.
João Cabreira begann seine Karriere 2005 bei dem portugiesischen Continental Team Carvalhelhos-Boavista. Seit 2006 fährt er bei Maia Milaneza. Im Frühjahr gewann er bei der Algarve-Rundfahrt 2006 die letzte Etappe und konnte so die Spitzenposition von Gert Steegmans übernehmen. Später gewann er eine Etappe bei der Portugal-Rundfahrt 2006 und beendete das Rennen auf dem vierten Gesamtrang.
Im Mai 2008 wurde Cabreira positiv auf ein Mittel getestet, welche das Blutdopingmittel EPO verschleiert. Er wurde für zwei Jahre gesperrt.

## Erfolge
2006
- Gesamtwertung Volta ao Algarve
- eine Etappe Volta a Portugal

2008
- Portugiesischer Meister – Straßenrennen

2009
- eine Etappe Grande Prémio Internacional de Torres Vedras
- eine Etappe Volta a Portugal

2011
- Portugiesischer Meister – Straßenrennen

## Teams
- 2005: Carvalhelhos-Boavista
- 2006: Maia Milaneza
- 2007: LA-MSS
- 2008: LA-MSS
- 2009: Centro Ciclismo de Loulé-Louletano
- 2010: Centro Ciclismo de Loulé-Louletano (bis 25. Juni)
- 2011: Onda
- 2012: Onda